# 香港電影資料館

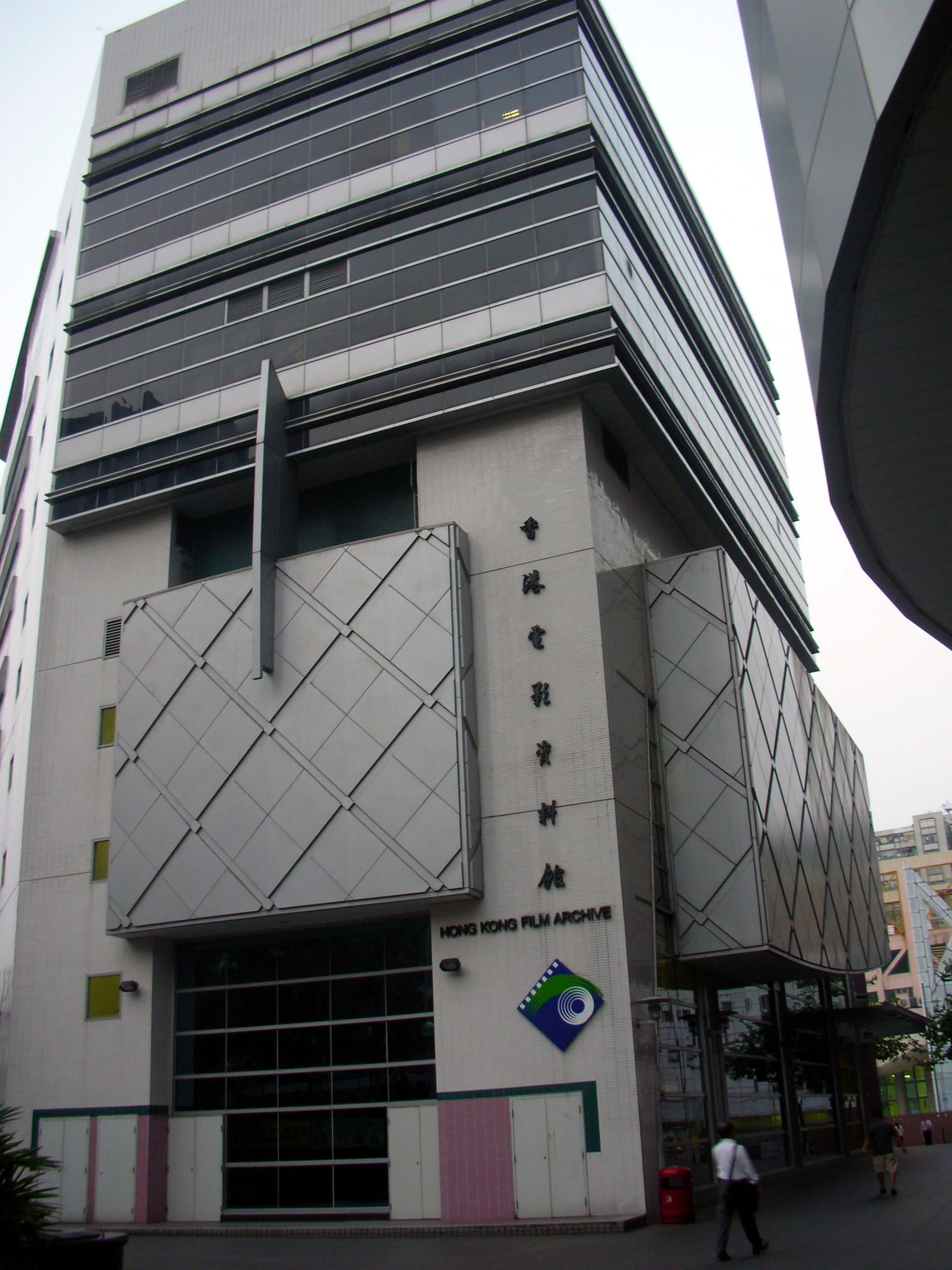
香港電影資料館

香港電影資料館（ほんこんでんえいしりょうかん、英語: Hong Kong Film Archive）は香港香港島西湾河鯉景道50号にある博物館である。5階建ての建築で延べ床面積は7,200㎡である。香港映画と関連資料を保存、修復、展示する。1993年に開館し、現在地での営業は2001年1月3日から開始した。

## 概要
資料館はアーカイブと放映室から構成し、すでに12,867部の映画と1,136,197点の映画関連資料を所蔵している。所蔵している最も古い映画は1898年の香港風景のドキュメンタリーである。映画のほか、写真、脚本、ポスター、レコードなど映画関係の資料も多く所蔵し、タイム誌からは「アジア見逃せない体験」と評価されている。

## 修復
資料館は香港映画の映像収集と修復にも努め、個人の寄付と貸し出しも受付している。2011年からは「彩色青春」（1966）、 「黃飛鴻正伝」（1949）、「苦児流浪記」（1960）、「天上人間」（1941）、「蝶影紅梨記」（1959）など多くの映画を修復したほか、古い映画のデジタル化も進めている。